# São Tomé Festfilm - Festival Internacional De Cinema de São Tomé e Príncipe
São Tomé FestFilm – Festival de Cinema Internacional de São Tomé e Príncipe, criado e promovido pela ASSECOM (Associação São-Tomense de Entretenimento e Comunicação Multimédia – Cultural e Artístico), fundada por um grupo de estudantes de são-tomense e portugueses em 2014.
O Festival surge com o objetivo de desenvolver e dinamizar projetos nas áreas do cinema, televisão, vídeo e multimédia, através de oferta de atividades educativas como a realização de workshops e conferências nas áreas mencionadas, passa também por colocar São Tomé e Príncipe na rota do Cinema Internacional, na procura de o tornar um ponto de encontro para todos aqueles que gostam de cinema. O festival deseja despertar nos jovens o interesse pela livre criação valorizando as origens históricas e culturais de São Tomé e Príncipe através do cinema, bem como da língua Portuguesa.
O SÃO TOMÉ FESFILM oferece ao público em geral uma vasta grelha de filmes de produção  independente, trazendo um cinema de qualidade e cinematografias pouco conhecidas no mercado tradicional. Para além do público local, o festival tem como missão procura atrair para o arquipélago cineastas de todo mundo, bem como turistas que visitam este pequeno arquipélago.
Inicialmente o festival foi anual, mas a partir de 2018 passou a ser bianual. Aproxima edição será em Outubro de 2024

## Edições Anteriores

### 1ª Edição São Tomé Festfilm, 29 de Agosto de 2014
ASSECOM-CA lança 1º Festival Internacional de Cinema de São Tomé e Príncipe.
São Tomé FestFilm será o primeiro festival de cinema internacional de São Tomé e Príncipe que irá decorrer na cidade de São Tomé de 29 a 31 de Agosto.
O objetivo passa por colocar São Tomé e Príncipe na rota do Cinema Internacional, na procura de o tornar um ponto de encontro para todos aqueles que gostam de cinema. O Festival tem como prioridade desenvolver, dinamizar e premiar projetos nas áreas do cinema, vídeo e televisão.

### 2ª Edição São Tomé Fesfilm, 26 de Outubro de 2015
Arrancou a 2ª. Edição do Festival Internacional de cinema de São Tomé Príncipe.
Arranca o Festival de Cinema Internacional de São Tomé e Príncipe, São Tomé FestFilm, que este ano realiza a sua segunda edição, que irá decorrer na cidade de São Tomé de 26 a 31 de Outubro.
A abertura decorrerá no dia 26, pelas 18h, no Centro Cultural Português, onde será exibido o filme “O Grande Kilapy”, produzido em 2012, do realizador angolano ZéZé Gamboa, que conta com a participação do ator brasileiro Lázaro Ramos.

### 3ª Edição São Tomé Fesfilm, 15 de Fevereiro de 2017
MEMÓRIAS DE SÃO TOMÉ E PRÍNCIPE – SÃO TOMÉ FESTFILM’17
O São Tomé FestFilm realiza este ano a sua terceira edição de 15 a 19 de fevereiro e irá decorrer na cidade de São Tomé. Na tela serão exibidos filmes vindos um pouco de todo o mundo, que estarão em competição internacional nas 4 categorias a concurso (longa-metragem, documentário, animação e curtas – metragens).

### 4ª Edição São Tomé Fesfilm, 24 de Outubro de 2018
4ª Edição do SÃO TOMÉ FEST FILM arranca hoje!
Está a chegar a quarta edição do São Tomé FestFilm, que acontece este ano de 24 a 27 de Outubro e que decorre na cidade de São Tomé.
Com mais de 400 inscrições recebidas, a seleção oficial resulta num total de 28 filmes vindos de 13 países (Alemanha, França, Estónia, Portugal, Espanha, Brasil, México, São Tomé e Príncipe, Angola, Moçambique, Cabo Verde, Guiné Bissau e Timor Leste), que estarão em competição nas 4 categorias a concurso, longa-metragem, documentário, curtas de animação e curtas de ficção.

### 5ª Edição São Tomé Fesfilm, 26 de Outubro de 2022
A cidade de São Tomé é assim mais uma vez, a grande tela do cinema virada ao mundo.
O São Tomé FestFilm realiza este ano a sua quinta edição, de 26 a 29 de Outubro. A cidade de São Tomé é assim mais uma vez, a grande tela do cinema virada ao mundo.
Nesta edição, o festival apresenta 3 Competições de filmes: a Internacional, a Competição África e a Nacional.
Este ano apresentamos a Competição África, uma competição que pretende exibir filmes produzidos no continente Africano e, em 2022, conta com uma seleção oficial de 8 filmes.

### 6ª Edição São Tomé Fesfilm, 23 de Outubro de 2024
Inscrições regulares abertas até 12 de Maio.
A sexta edição do São Tomé FestFilm realizar-se-á, de 23 a 26 de Outubro de 2024.

## Organização e apoios
O São Tomé FestFilm é organizado pela ASSECOM-CA com o apoio do CAMÕES-IP, Instituto Guimarães Rosa, São Tomé e Príncipe